# Піая
Піая (Piaya) — рід зозулеподібних птахів родини зозулевих (Cuculidae). Представники цього роду мешкають в Мексиці, Центральній і Південній Америці.

## Види
Виділяють два види:
- Піая велика (Piaya cayana)
- Піая червонодзьоба (Piaya melanogaster)

Малу піаю раніше відносили до роду Piaya, однак за результатами молекулярно-філогенетичного дослідження цей вид був переведений до роду Coccycua.